# Biltransportfartyg

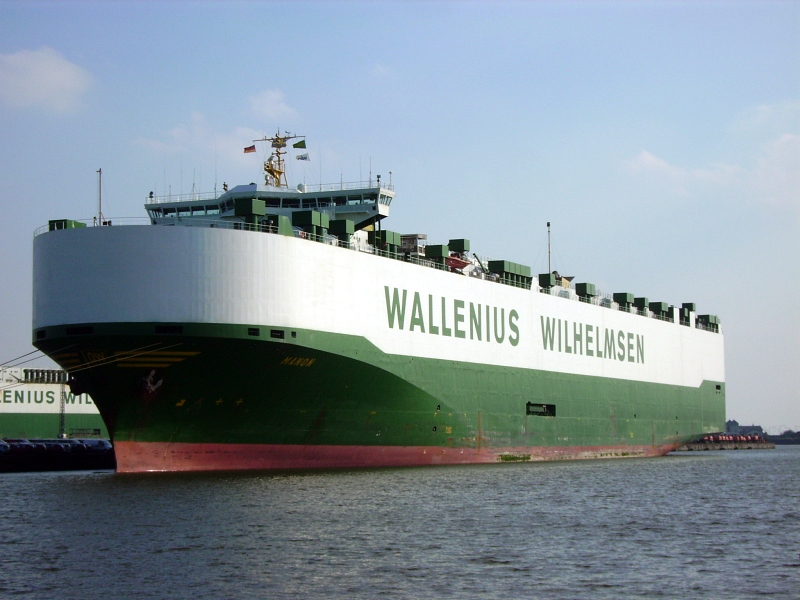
Biltransportfartyget "Manon" av Wallenius Lines

Ett biltransportfartyg är ett lastfartyg som främst har bilar i lasten, men beroende på förutsättningar, även annat rullande gods som last.

## Om biltransportfartyg
Fartyg som är konstruerade för att bara transportera bilar kallas PCC (Pure Car Carrier). De fartyg som med hjälp av vissa höj och sänkbara däck, och däck med extra förstärkning kan lasta både bilar, lastbilar och annat tyngre rullande gods har förkortningen PCTC (Pure Car/Truck Carrier) eller LCTC (Large Car/Truck Carrier).
 Definitionen varierar, men en av tumreglerna är att PCTC har lastkapacitet upp till 7200 bilar, och LCTC upp till 8000 bilar.
 
Biltransportfartyg är konstruerade som stora garage eller parkeringshus, med både akterramp och sidoramp för att kunna lasta och lossa rullande gods samtidigt, och skall inte förväxlas med bilfärjor. Biltransportfartygen åker över hela världen men har mest trafik från de stora bilnationerna såsom Tyskland, Storbritannien, Sydkorea, USA och Japan.

Japans, och världens första PCC var rederiet K-Line:s Toyota Maru No.10 år 1970.
Det japanska rederiet NYK-line:s biltransportfartyg Auriga Leader, byggd 2008, är världens första delvis soldrivna fartyg.
Det svenska rederiet Wallenius Lines är bland de största aktörerna i världen på biltransporter, och äger eller är delägare i många biltransportrederier. De ägde 2010 världens då största biltransportfartyg med plats för 8000 personbilar.

## Olyckor
Då fartyg med stora öppna däcksytor och relativt hög tyngdpunkt snabbt kan bli instabila, får olyckor med biltransportfartyg inblandade ibland ett snabbt förlopp.
 
Den 26 april 1988 grundstötte biltransportfartyget Reijin nära Leixões i Portugal på sin jungfruresa med över 5000 bilar ombord, och lade sig slutligen på sidan. Senare påbörjat arbete med att dumpa lastens förstörda bilar till havs, fick avbrytas på grund av en uppblossande miljödebatt.   Fartyget skrotades på plats. 
Ytterligare en uppmärksammad olycka skedde 14 december 2002 då biltransportfartyget Tricolor kolliderade med ett containerfartyg och sjönk efter 30 minuter i Engelska kanalen, ett av världens fartygstrafiktätaste områden. Då fartygsvraket på kort tid därefter blivit påseglat två gånger, trots tydlig utmärkning, påbörjades ett omfattande arbete med att avlägsna det genom att sektionera upp vraket på plats, och därefter bärga sektionerna. 
Den 23 juli 2006 lade sig biltransportfartyget Cougar Ace med 60 graders slagsida, efter att en olycklig förflyttning av barlastvatten utanför ökedjan Aleuterna i norra Stilla Havet gjort fartyget instabilt. Då fartyget inte sjönk, kunde det så småningom rätas upp, men en person omkom efter en fallolycka vid bärgningen. Lasten på 4307 Mazda-bilar gick till skrot.

## Bildgalleri

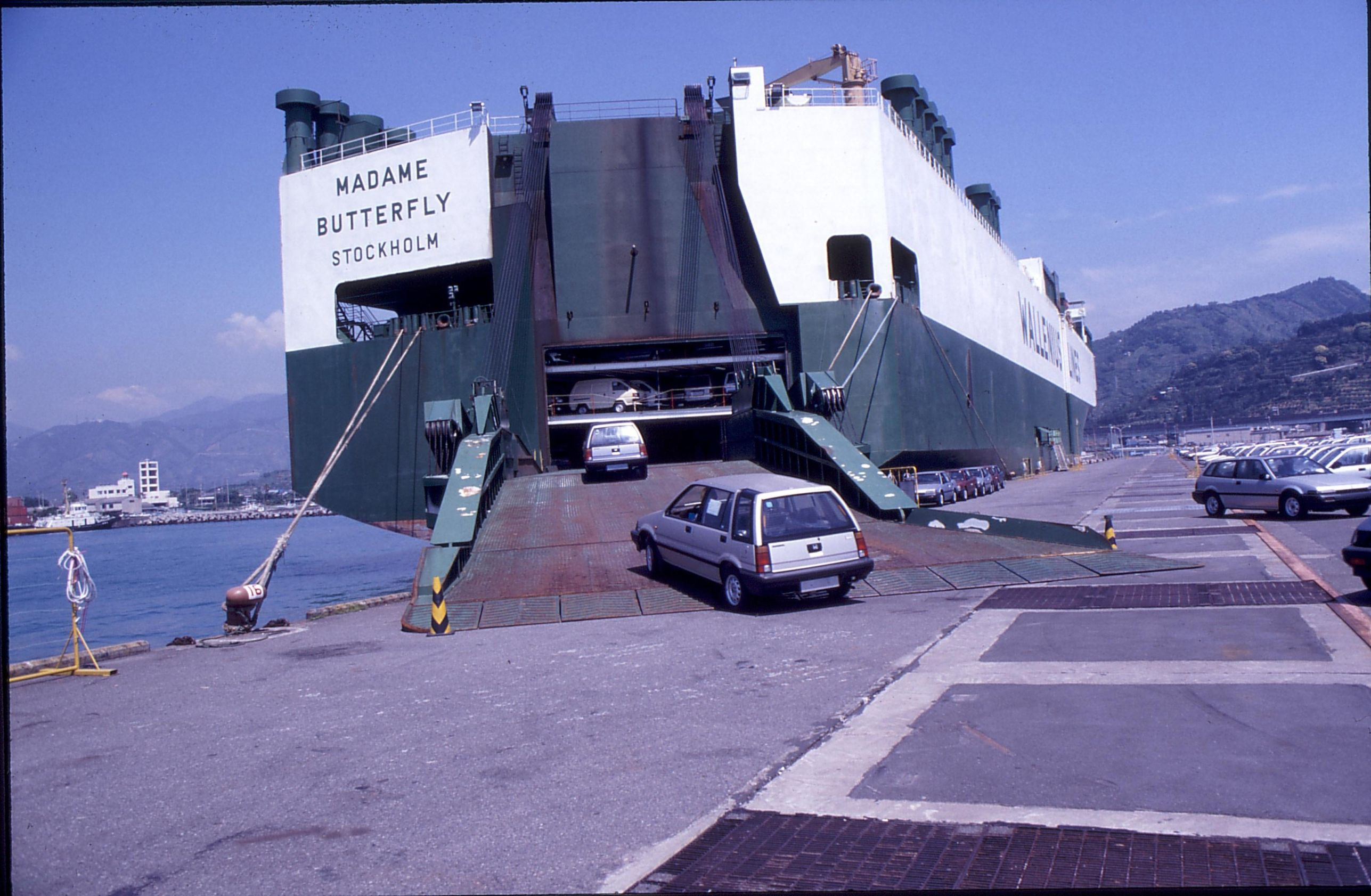
Walleniusrederiernas biltransportfartyg Madame Butterfly lastar bilar i Japan
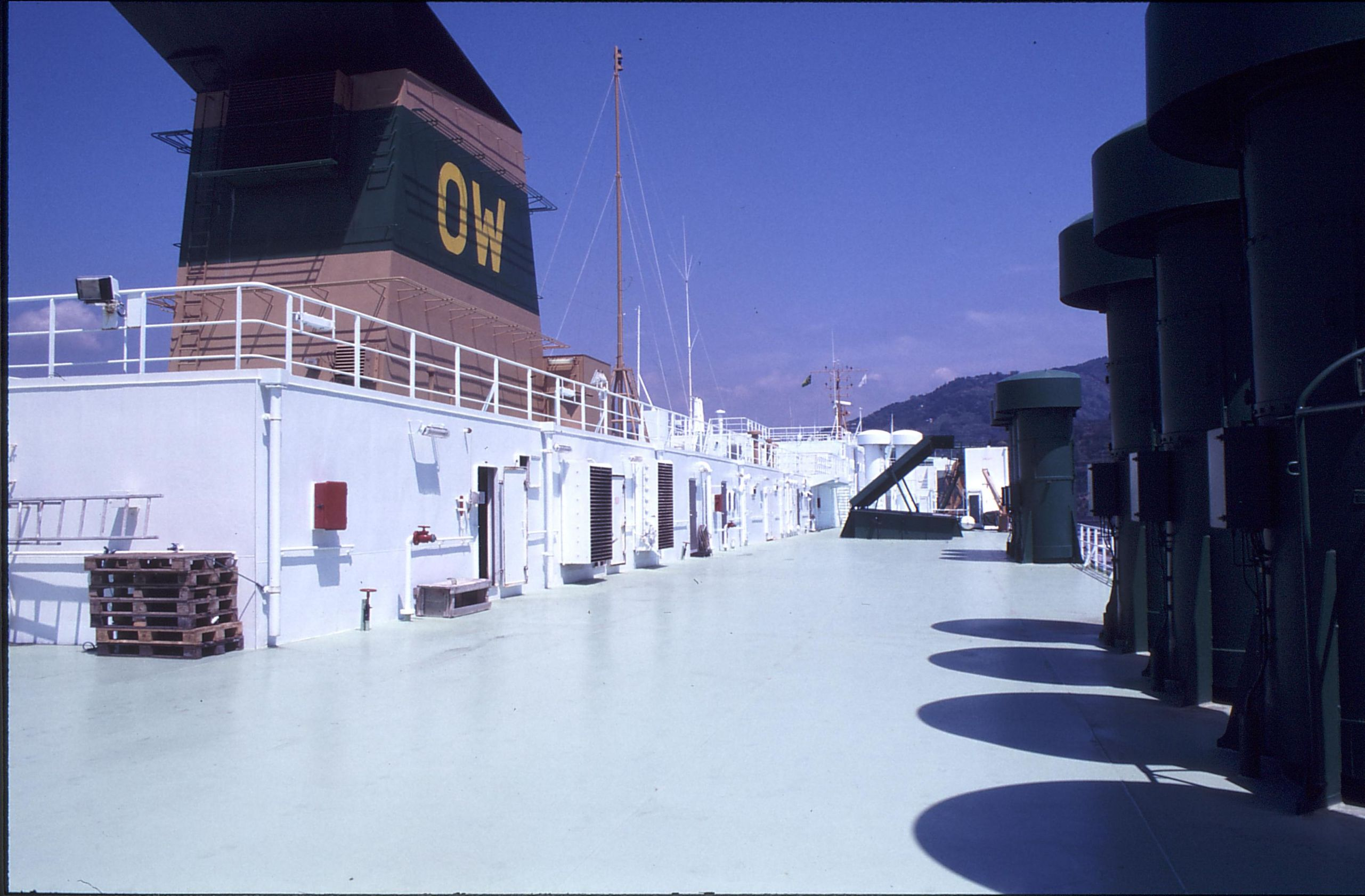
Övre däck på Madame Butterfly
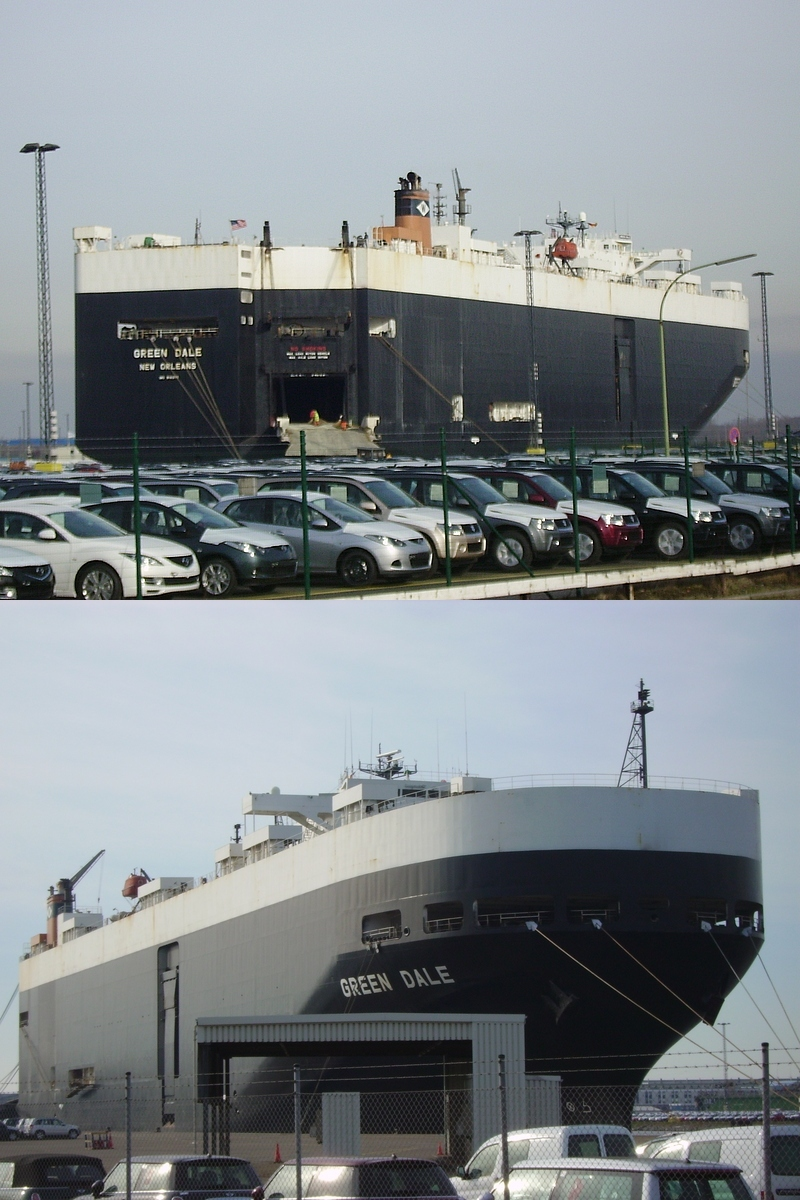
Biltransportfartyget Green Dale i Rotterdam
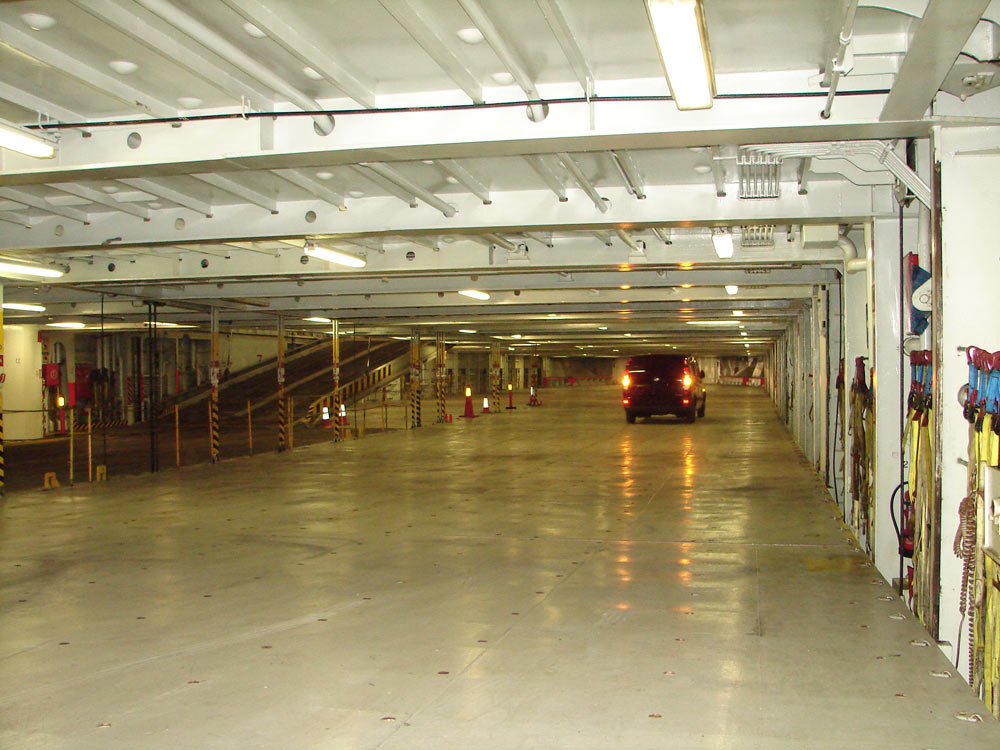
Lastdäck på ett bilfraktfartyg
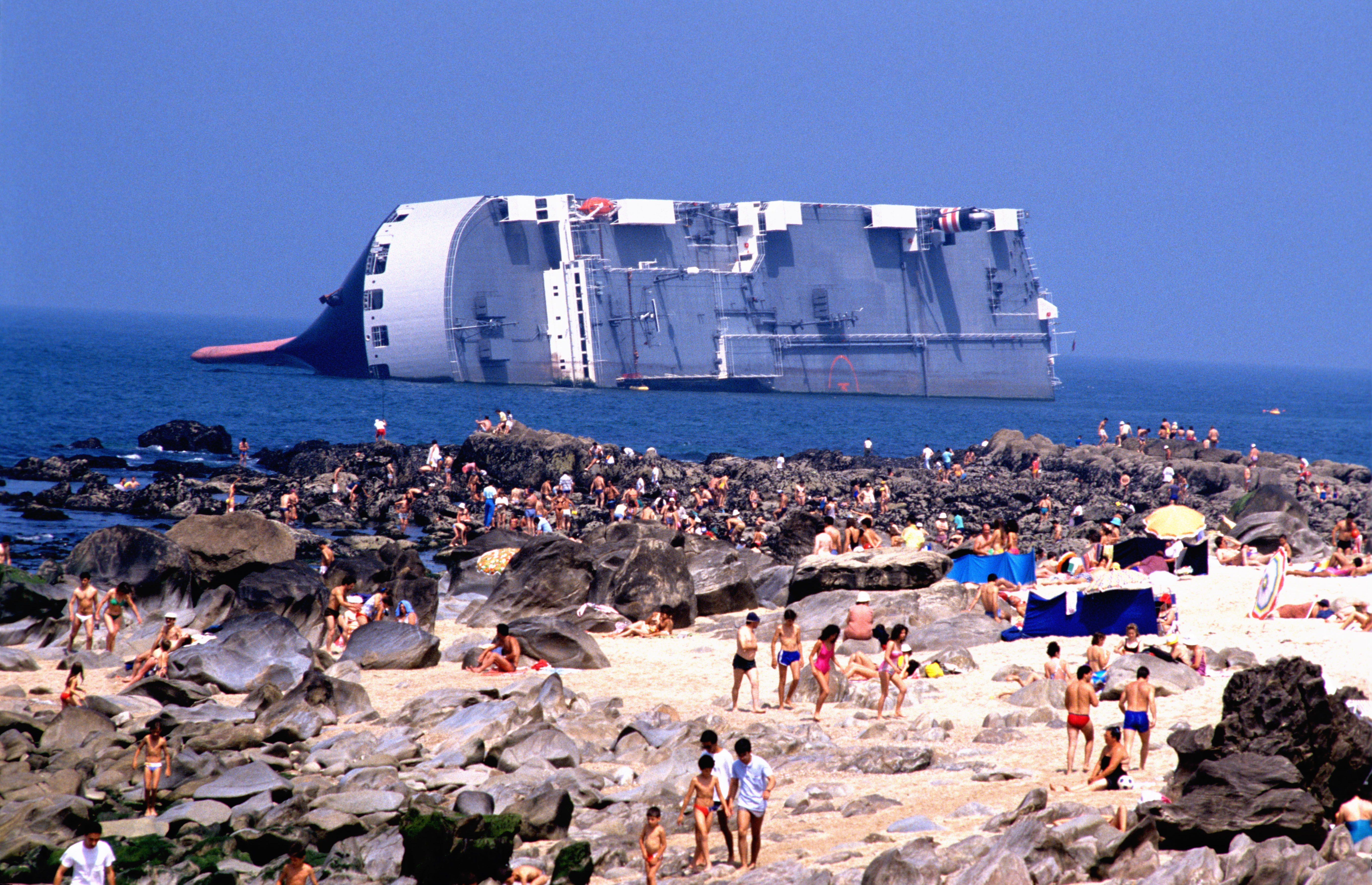
Japanska Reijin strandad utanför Leixões 1988
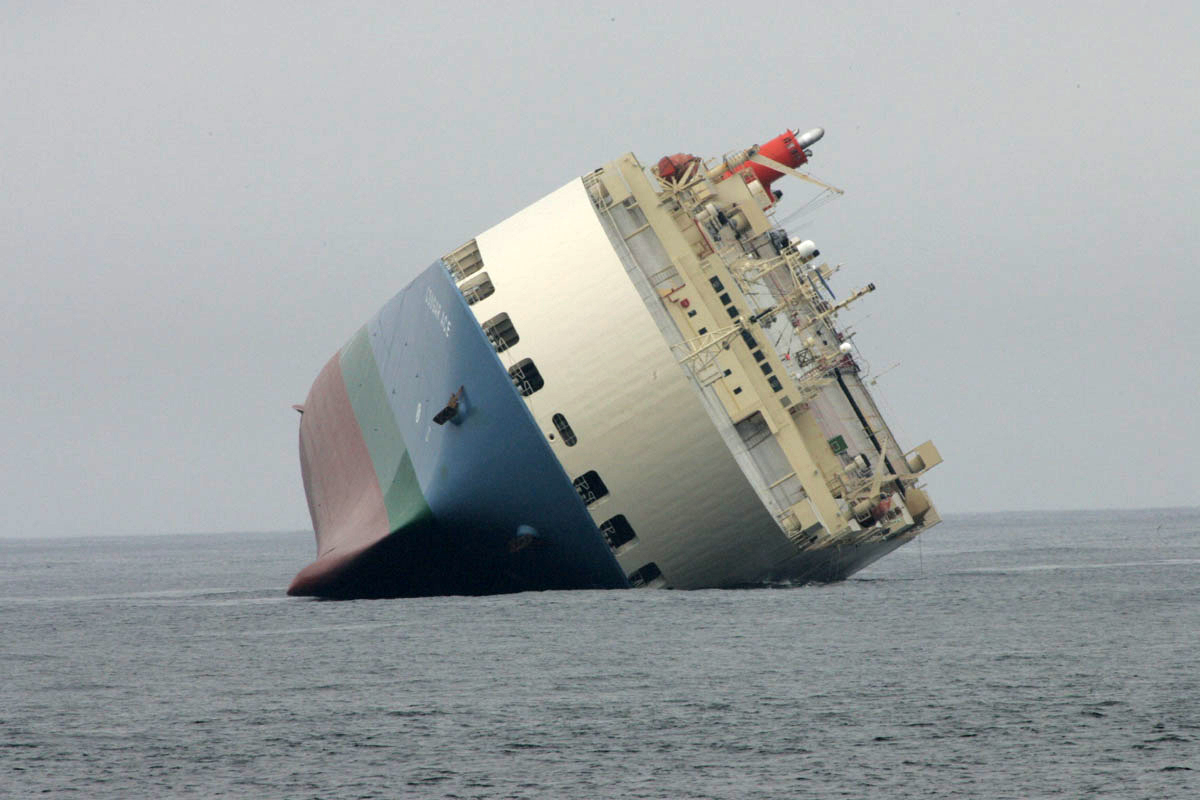
Cougar Ace med svår slagsida i norra Stilla Havet 2006